# Heide Schildknecht
Pour les articles homonymes, voir Schildknecht.
Heide Schildknecht (née le 10 août 1942) est une joueuse de tennis allemande (ex-RFA) des années 1960, professionnelle au début des années 1970. Elle est aussi connue sous son nom de femme mariée, Heide Orth.
Membre de l'équipe d'Allemagne de l'Ouest de Coupe de la Fédération à 11 reprises entre 1964 et 1973, elle a atteint le 3e tour en simple dans trois tournois du Grand Chelem et les quarts de finale en double à Roland-Garros et Wimbledon. Ayant connu ses principaux succès en double avec Helga Masthoff, elle a aussi remporté des matchs sur des championnes telles que Virginia Wade et Evonne Goolagong.
Active sur le circuit ITF Seniors depuis les années 1980, elle a remporté son premier championnat du monde dans la catégorie des plus de 40 ans en 1985. Après dix succès en individuel et dix victoires avec l'Allemagne dans les Young Cup, Maureen Connolly Cup, Maria Esther Bueno Cup, Alice Marble Cup et Kitty Godfree Cup, faisant d'elle la joueuse la plus titrée à ce niveau, elle est la deuxième personne a recevoir l'Outstanding Achievement Award en 2014.

## Palmarès (partiel)

### Titres en double dames
| No | Date       | Nom et lieu du tournoi                    | Catégorie  | Dotation | Surface      | Partenaire       | Finalistes                       | Score         |          |
| -- | ---------- | ----------------------------------------- | ---------- | -------- | ------------ | ---------------- | -------------------------------- | ------------- | -------- |
| 1  | 05-07-1971 | Swedish Open Båstad                       | Grand Prix | NC       | Terre (ext.) | Helga Masthoff   | Ana María Arias Linda Tuero      | 6-2, 6-1      |          |
| 2  | 05-06-1972 | German Open Championships Hambourg        | Grand Prix | 30 000 $ | Terre (ext.) | Helga Masthoff   | Wendy Overton Valerie Ziegenfuss | 6-3, 2-6, 6-0 | Parcours |
| 3  | 17-07-1972 | Head Cup Austrian Championships Kitzbühel |            | NC       | Terre (ext.) | Katja Ebbinghaus | Mandy Morgan Lucia Sarno         | 6-0, 6-1      | Parcours |
| 4  | 11-06-1973 | German Open Hambourg                      |            | NC       | Terre (ext.) | Helga Masthoff   | Kristien Kemmer Laura Rossouw    | 6-1, 6-2      | Parcours |

### Finales en double dames
| No | Date       | Nom et lieu du tournoi                    | Catégorie  | Dotation | Surface      | Vainqueures                   | Partenaire      | Score    |          |
| -- | ---------- | ----------------------------------------- | ---------- | -------- | ------------ | ----------------------------- | --------------- | -------- | -------- |
| 1  | 15-03-1965 | Barranquilla Tournament Barranquilla      |            | NC       | Terre (ext.) | Margaret Smith Lesley Turner  | Elly Krocké     | 6-3, 6-3 | Parcours |
| 2  | 28-07-1965 | Baden-Baden Tournament Baden-Baden        |            | NC       | Terre (ext.) | Margaret Smith Lesley Turner  | Annette Van Zyl | 6-3, 6-2 | Parcours |
| 3  | 04-07-1966 | Düsseldorf Tournament Düsseldorf          |            | NC       | Terre (ext.) | Glenda Swan Pat Walkden       | Helga Masthoff  | 6-4, 6-3 | Parcours |
| 4  | 10-08-1966 | Bavarian Championships Munich             |            | NC       | Terre (ext.) | Maria Bueno Margaret Smith    | Helga Masthoff  | 6-4, 6-3 | Parcours |
| 5  | 17-05-1971 | German Open Championships Hambourg        | Grand Prix | 40 000 $ | Terre (ext.) | Rosie Casals Billie Jean King | Helga Masthoff  | 6-2, 6-1 | Parcours |
| 6  | 19-07-1971 | Head Cup Austrian Championships Kitzbühel |            | NC       | Terre (ext.) | Rosie Casals Billie Jean King | Helga Masthoff  | 6-2, 6-4 | Parcours |
| 7  | 09-07-1973 | Dusseldorf Open Düsseldorf                |            | NC       | Terre (ext.) | Evonne Goolagong Janet Young  | Helga Masthoff  | Partage  | Parcours |
| 8  | 27-05-1974 | Italian Open Championships Rome           |            | 134000 $ | Terre (ext.) | Chris Evert Olga Morozova     | Helga Masthoff  | forfait  | Parcours |

### Titres en double mixte
| No | Date       | Nom et lieu du tournoi             | Catégorie  | Dotation | Surface      | Partenaire        | Finalistes                           | Score    |          |
| -- | ---------- | ---------------------------------- | ---------- | -------- | ------------ | ----------------- | ------------------------------------ | -------- | -------- |
| 1  | 17-05-1971 | German Open Championships Hambourg | Grand Prix | 40 000 $ | Terre (ext.) | Jürgen Fassbender | NC                                   | NC       | Parcours |
| 2  | 05-06-1972 | German Open Championships Hambourg | Grand Prix | 30 000 $ | Terre (ext.) | Jürgen Fassbender | NC                                   | NC       | Parcours |
| 3  | 20-05-1974 | German Open Hambourg               |            | NC       | Terre (ext.) | Jürgen Fassbender | Katja Ebbinghaus Hans-Jürgen Pohmann | 7-6, 6-3 | Parcours |

## Parcours en Grand Chelem (partiel)

### En simple dames
| Année | Championnat d'Australie Open d'Australie | Championnat d'Australie Open d'Australie | Internationaux de France | Internationaux de France | Wimbledon       | Wimbledon        | US National US Open | US National US Open |
| ----- | ---------------------------------------- | ---------------------------------------- | ------------------------ | ------------------------ | --------------- | ---------------- | ------------------- | ------------------- |
| 1962  | -                                        | -                                        | -                        | -                        | 2e tour (1/32)  | Valerie Koortzen | -                   | -                   |
| 1963  | -                                        | -                                        | 1er tour (1/64)          | Lorna Cawthorn           | 1er tour (1/64) | Hazel Cheadle    | 2e tour (1/32)      | Robyn Ebbern        |
| 1964  | -                                        | -                                        | 1er tour (1/64)          | Norma Baylon             | 2e tour (1/32)  | Tory Ann Fretz   | 3e tour (1/16)      | Nancy Richey        |
| 1965  | 1er tour (1/32)                          | Kerry Melville                           | 1er tour (1/64)          | J. Kermina               | 1er tour (1/64) | Lea Pericoli     | -                   | -                   |
| 1966  | -                                        | -                                        | -                        | -                        | 2e tour (1/32)  | Tory Ann Fretz   | -                   | -                   |
| 1968  | -                                        | -                                        | -                        | -                        | 3e tour (1/16)  | Kristy Pigeon    | -                   | -                   |
| 1970  | -                                        | -                                        | -                        | -                        | 2e tour (1/32)  | Ada Bakker       | -                   | -                   |
| 1971  | -                                        | -                                        | -                        | -                        | 1er tour (1/64) | Jill Cooper      | -                   | -                   |
| 1972  | -                                        | -                                        | 3e tour (1/16)           | V. Ziegenfuss            | -               | -                | -                   | -                   |
| 1973  | -                                        | -                                        | 1er tour (1/32)          | Janet Young              | -               | -                | -                   | -                   |
| 1974  | -                                        | -                                        | 2e tour (1/16)           | Lita Sugiarto            | -               | -                | -                   | -                   |

À droite du résultat, l’ultime adversaire.

### En double dames
| Année | Championnat d'Australie Open d'Australie | Championnat d'Australie Open d'Australie | Internationaux de France    | Internationaux de France  | Wimbledon                    | Wimbledon                  | US National US Open | US National US Open |
| ----- | ---------------------------------------- | ---------------------------------------- | --------------------------- | ------------------------- | ---------------------------- | -------------------------- | ------------------- | ------------------- |
| 1962  | -                                        | -                                        | -                           | -                         | 2e tour (1/16) Almut Sturm   | Jan Lehane Lesley Turner   | -                   | -                   |
| 1963  | -                                        | -                                        | 1er tour (1/16) C. Spinoza  | M. Peterdy N. Turner      | 3e tour (1/8) H. Masthoff    | C. Jaster N. Turner        | -                   | -                   |
| 1964  | -                                        | -                                        | 2e tour (1/16) H. Masthoff  | C. Truman Nell Truman     | 1er tour (1/32) R. Ostermann | J. Bricka Carol Hanks      | -                   | -                   |
| 1965  | 1er tour (1/16) H. Masthoff              | Helen Gourlay K. Melville                | 2e tour (1/16) Rosie Darmon | Elly Krocké Joyce Barclay | 2e tour (1/16) Rosie Darmon  | Carol Rosser Virginia Wade | -                   | -                   |
| 1966  | -                                        | -                                        | -                           | -                         | 2e tour (1/16) C. Truman     | L. Cullen E. Tew           | -                   | -                   |
| 1968  | -                                        | -                                        | -                           | -                         | 1/4 de finale H. Masthoff    | R. Blakelock F. McLennan   | -                   | -                   |
| 1970  | -                                        | -                                        | -                           | -                         | 2e tour (1/16) H. Masthoff   | Winnie Shaw Nell Truman    | -                   | -                   |
| 1971  | -                                        | -                                        | -                           | -                         | 1/4 de finale H. Masthoff    | Gail Sherriff F. Dürr      | -                   | -                   |
| 1972  | -                                        | -                                        | 1/4 de finale H. Masthoff   | Winnie Shaw Nell Truman   | -                            | -                          | -                   | -                   |
| 1974  | -                                        | -                                        | 1/4 de finale H. Masthoff   | R. Giscafré A. Nasuelli   | -                            | -                          | -                   | -                   |

Sous le résultat, la partenaire ; à droite, l’ultime équipe adverse.

### En double mixte
| Année | Championnat d'Australie Open d'Australie | Championnat d'Australie Open d'Australie | Internationaux de France  | Internationaux de France   | Wimbledon                    | Wimbledon                 | US National US Open | US National US Open |
| ----- | ---------------------------------------- | ---------------------------------------- | ------------------------- | -------------------------- | ---------------------------- | ------------------------- | ------------------- | ------------------- |
| 1962  | -                                        | -                                        | -                         | -                          | 4e tour (1/8) Nikola Pilić   | Jean Forbes Gordon Forbes | -                   | -                   |
| 1963  | -                                        | -                                        | 1er tour (1/32) W. Stuck  | Heather Segal Donald Black | -                            | -                         | -                   | -                   |
| 1964  | -                                        | -                                        | 2e tour (1/16) W. Bungert | Robyn Ebbern Bob Hewitt    | -                            | -                         | -                   | -                   |
| 1965  | 3e tour (1/8) Geoff Pollard              | B. J. Moffitt W. Jacques                 | 3e tour (1/8) Lew Gerrard | Maria Bueno John Newcombe  | -                            | -                         | -                   | -                   |
| 1971  | n/a                                      | n/a                                      | -                         | -                          | 2e tour (1/32) J. Fassbender | C. Sandberg Birger Folke  | -                   | -                   |

Sous le résultat, le partenaire ; à droite, l’ultime équipe adverse.

## Parcours en Coupe de la Fédération
| #                                                                                      | Date       | Lieu         | Surface      | Gagnante(s)                       | Perdante(s)                             | Score         |          |
|                                                                                        |            |              |              |                                   |                                         |               |          |
| 1964 - 2e tour (groupe mondial) - Allemagne de l'Ouest - Italie - 3 : 0                |            |              |              |                                   |                                         |               |          |
| 1                                                                                      | 02/09/1964 | Philadelphie | Herbe (ext.) | Heide Schildknecht                | Francesca Gordigiani                    | 6-4, 6-4      | Parcours |
| 1                                                                                      | 02/09/1964 | Philadelphie | Herbe (ext.) | Heide Schildknecht Helga Schultze | Francesca Gordigiani Maria-Teresa Riedl | 6-4, 6-2      | Parcours |
|                                                                                        |            |              |              |                                   |                                         |               |          |
| 1964 - 1/4 de finale (groupe mondial) - Allemagne de l'Ouest - France - 1 : 2          |            |              |              |                                   |                                         |               |          |
| 2                                                                                      | 03/09/1964 | Philadelphie | Herbe (ext.) | Heide Schildknecht                | Jacqueline Rees                         | 6-2, 7-5      | Parcours |
| 2                                                                                      | 03/09/1964 | Philadelphie | Herbe (ext.) | Françoise Dürr Jeanine Lieffrig   | Heide Schildknecht Helga Schultze       | 7-5, 6-3      | Parcours |
|                                                                                        |            |              |              |                                   |                                         |               |          |
| 1965 - 1er tour (groupe mondial) - Allemagne de l'Ouest - Italie - 1 : 2               |            |              |              |                                   |                                         |               |          |
| 3                                                                                      | 15/01/1965 | Melbourne    | Herbe (ext.) | Francesca Gordigiani              | Heide Schildknecht                      | 4-6, 7-5, 6-4 | Parcours |
| 3                                                                                      | 15/01/1965 | Melbourne    | Herbe (ext.) | Helga Masthoff Heide Schildknecht | Francesca Gordigiani Lea Pericoli       | 6-3, 6-1      | Parcours |
|                                                                                        |            |              |              |                                   |                                         |               |          |
| 1969 - 2e tour (groupe mondial) - Allemagne de l'Ouest - Canada - 3 : 0                |            |              |              |                                   |                                         |               |          |
| 4                                                                                      | 22/05/1969 | Athènes      | Terre (ext.) | Helga Masthoff Heide Schildknecht | Jane O'Hara Faye Urban                  | 6-3, 6-2      | Parcours |
|                                                                                        |            |              |              |                                   |                                         |               |          |
| 1969 - 1/4 de finale (groupe mondial) - Allemagne de l'Ouest - Grande-Bretagne - 1 : 2 |            |              |              |                                   |                                         |               |          |
| 5                                                                                      | 23/05/1969 | Athènes      | Terre (ext.) | Winnie Shaw Virginia Wade         | Helga Masthoff Heide Schildknecht       | 7-5, 6-3      | Parcours |
|                                                                                        |            |              |              |                                   |                                         |               |          |
| 1972 - 1er tour (groupe mondial) - Allemagne de l'Ouest - Grèce - 3 : 0                |            |              |              |                                   |                                         |               |          |
| 6                                                                                      | 20/03/1972 | Johannesburg | Dur (ext.)   | Helga Masthoff Heide Schildknecht | Dionissia Asteri Alex Rotas             | 6-1, 6-1      | Parcours |
|                                                                                        |            |              |              |                                   |                                         |               |          |
| 1972 - 2e tour (groupe mondial) - Allemagne de l'Ouest - Irlande - 2 : 1               |            |              |              |                                   |                                         |               |          |
| 7                                                                                      | 21/03/1972 | Johannesburg | Dur (ext.)   | Helga Masthoff Heide Schildknecht | Geraldine Barniville Susan Minford      | 6-1, 6-2      | Parcours |
|                                                                                        |            |              |              |                                   |                                         |               |          |
| 1972 - 1/4 de finale (groupe mondial) - Allemagne de l'Ouest - Grande-Bretagne - 1 : 2 |            |              |              |                                   |                                         |               |          |
| 8                                                                                      | 23/03/1972 | Johannesburg | Dur (ext.)   | Winnie Shaw                       | Heide Schildknecht                      | 6-0, 6-1      | Parcours |
| 8                                                                                      | 23/03/1972 | Johannesburg | Dur (ext.)   | Helga Masthoff Heide Schildknecht | Winnie Shaw Virginia Wade               | 3-6, 6-4, 6-4 | Parcours |
|                                                                                        |            |              |              |                                   |                                         |               |          |
| 1973 - 2e tour (groupe mondial) - Allemagne de l'Ouest - Espagne - 3 : 0               |            |              |              |                                   |                                         |               |          |
| 9                                                                                      | 02/05/1973 | Bad Homburg  | Terre (ext.) | Helga Masthoff Heide Schildknecht | A. Estalella-Manso Carmen Coronado      | 6-3, 6-4      | Parcours |
|                                                                                        |            |              |              |                                   |                                         |               |          |
| 1973 - 1/4 de finale (groupe mondial) - Allemagne de l'Ouest - États-Unis - 3 : 0      |            |              |              |                                   |                                         |               |          |
| 10                                                                                     | 04/05/1973 | Bad Homburg  | Terre (ext.) | Helga Masthoff Heide Schildknecht | Janice Metcalf Sharon Walsh             | 6-4, 6-2      | Parcours |
|                                                                                        |            |              |              |                                   |                                         |               |          |
| 1973 - 1/2 finale (groupe mondial) - Allemagne de l'Ouest - Australie - 0 : 3          |            |              |              |                                   |                                         |               |          |
| 11                                                                                     | 05/05/1973 | Bad Homburg  | Terre (ext.) | Evonne Goolagong Janet Young      | Helga Masthoff Heide Schildknecht       | 6-4, 4-6, 6-1 | Parcours |